# Faslane
Faslane é uma baía perto da vila de Garelochhead, localizada em Gare Loch, Escócia. A "Her Majesty's Naval Base Clydeem (HMNB)" está instalada nesta baía. Faslane é a base dos submarinos  da Classe Trident SSBN. Também lá esta localizada a "Faslane Peace Camp", onde eram feitos protestos desde 1982 contra os mísseis e submarinos nucleares.

## Ligação externa
- Marine Services Planning Agreement (em inglês)